# Halenia
Halenia är ett släkte av gentianaväxter. Halenia ingår i familjen gentianaväxter.

## Dottertaxa tillHalenia, i alfabetisk ordning[1]
- Halenia adpressa
- Halenia alata
- Halenia alleniana
- Halenia aquilegiella
- Halenia asclepiadea
- Halenia barbicaulis
- Halenia bella
- Halenia bifida
- Halenia brevicornis
- Halenia caespitosa
- Halenia campanulata
- Halenia corniculata
- Halenia crumiana
- Halenia cuatrecasasii
- Halenia dasyantha
- Halenia decumbens
- Halenia deflexa
- Halenia elegans
- Halenia elliptica
- Halenia euryphylla
- Halenia foliosa
- Halenia garcia-barrigae
- Halenia gentianoides
- Halenia gigantea
- Halenia gracilis
- Halenia herzogii
- Halenia hieronymi
- Halenia hintonii
- Halenia hoppii
- Halenia hygrophila
- Halenia hypericoides
- Halenia inaequalis
- Halenia insignis
- Halenia kalbreyeri
- Halenia karstenii
- Halenia killipii
- Halenia longicaulis
- Halenia macrantha
- Halenia major
- Halenia mathewsii
- Halenia minima
- Halenia nivalis
- Halenia occulta
- Halenia palmeri
- Halenia parallela
- Halenia pauana
- Halenia penduliflora
- Halenia perijana
- Halenia phyllophora
- Halenia phyteumoides
- Halenia pinifolia
- Halenia plantaginea
- Halenia pringlei
- Halenia pulchella
- Halenia purdieana
- Halenia pusilla
- Halenia recurva
- Halenia rhyacophila
- Halenia robusta
- Halenia rusbyi
- Halenia schiedeana
- Halenia schultzei
- Halenia serpyllifolia
- Halenia silenoides
- Halenia spatulata
- Halenia sphagnicola
- Halenia stellarioides
- Halenia stuebelii
- Halenia taruga-gasso
- Halenia tolimae
- Halenia tonzattii
- Halenia umbellata
- Halenia valerianoides
- Halenia weberbaueri
- Halenia weddelliana
- Halenia venezuelensis
- Halenia verticillata
- Halenia vincetoxicoides
- Halenia viridis